# Pfarrhof (Rachtig)

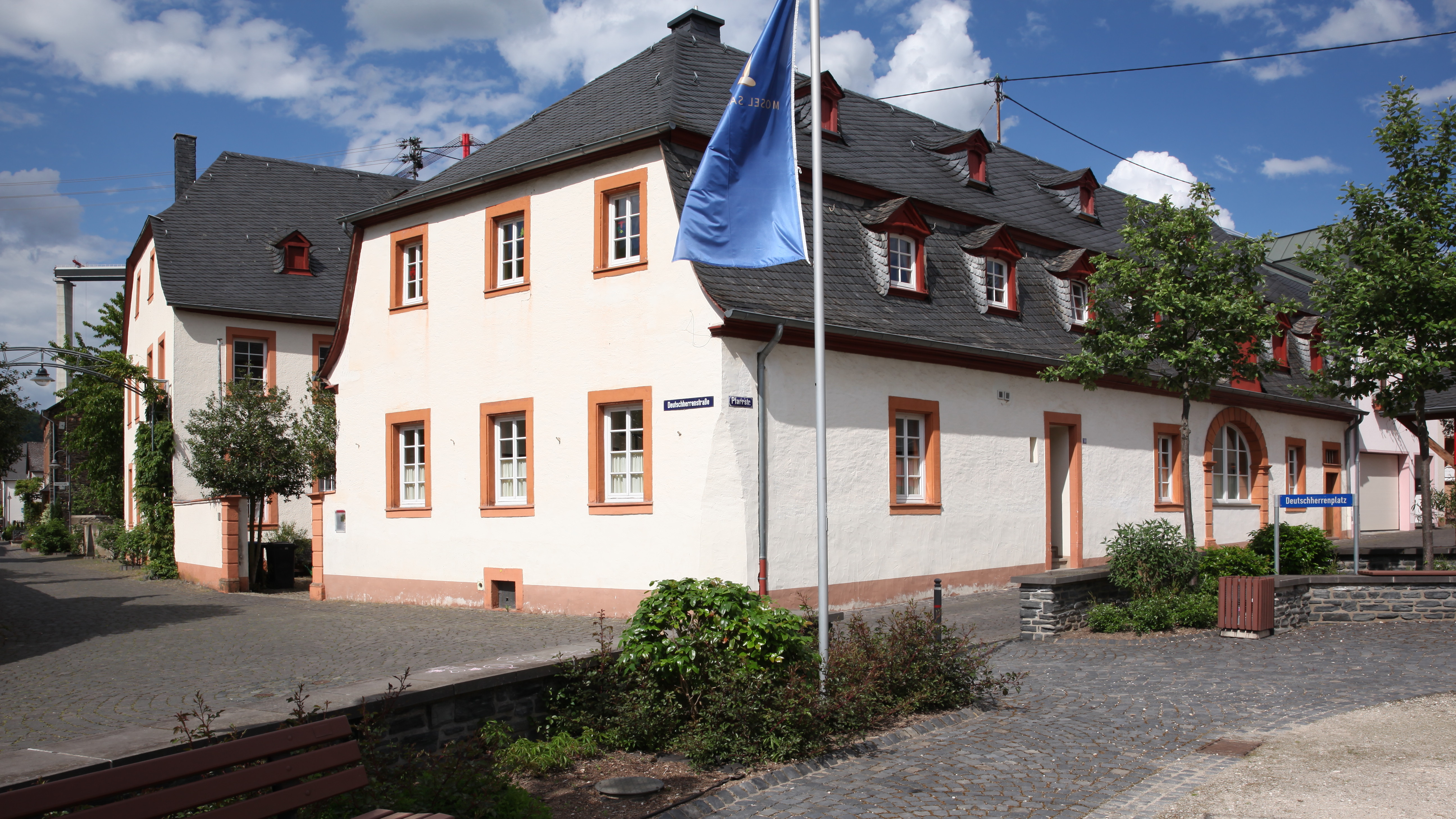
Ehemaliger Pfarrhof in Rachtig

Der katholische Pfarrhof in Rachtig, einem Ortsteil der Ortsgemeinde Zeltingen-Rachtig im Landkreis Bernkastel-Wittlich in Rheinland-Pfalz, wurde 1725 errichtet. Der ehemalige Pfarrhof an der Deutschherrenstraße 25 und Pfarrstraße 10 ist ein geschütztes Kulturdenkmal.
Das Pfarrhaus ist ein zweigeschossiger verputzter Bruchsteinbau mit rechteckigen Fenstern in Hausteingewänden und zwei oben abgewalmten Giebeln. Der Türsturz trägt eine Inschrift mit der Jahreszahl 1725.
Hans Vogts schreibt 1935: 

„Im Innern Zimmertüren mit schönen schmiedeisernen Bändern und Schlüsselschildern. In einem oberen Zimmer eine Stuckdecke mit einem von Ranken, Glockenblütenketten und Lorbeerzweigen umgebenen Mittelfeld; in einem unteren Zimmer eine durch einen Unterzug in zwei langgestreckte Rechtecke geteilte Stuckdecke mit je einem Mittelfeld und zwei Akanthusranken.“

Das eingeschossige Wirtschaftsgebäude, ein ehemaliges Kelterhaus, aus dem Jahr 1778 hat ein Korbbogentor.